# Asif Bajwa
Asif Bajwa, född den 8 juni 1972 i Sialkot, Pakistan, är en pakistansk landhockeyspelare.
Han tog OS-brons i herrarnas landhockeyturnering i samband med de olympiska landhockeytävlingarna 1992 i Barcelona.